# Смиљана Милинков
Смиљана Милинков (Нови Сад, 1976), је ванредна професорка и шефица Одсека за медијске студије Филозофског факултета Универзитета у Новом Саду. Стручњакиња и активисткиња која успешно комбинује академски рад са практичним ангажманом у области медија и родне равноправности, са циљем да допринесе развоју критичког мишљења и друштвене одговорности у новинарству. 

## Биографија
Смиљана Милинков је завршила гимназију „Светозар Марковић” у Новом Саду а потом основне студије историје на Филозофском факултету у Новом Саду, димпломиравши на тему „Културна политика Краљевине СХС (1918 - 1929)“. Мастер студије Новинарства на Факултету политичких наука Универзитета у Београду завршила је 2010. године одбранивши мастер рад на тему „Exit повезује људе“. Исте године уписује, докторске студије на АЦИМСИ Центру за родне студије Универзитета у Новом Саду. Докторску дисертацију „Формално и неформално образовање и професионални статус новинарки у Војводини - родна перспектива” одбранила је 14. јуна 2016. године на Универзитету у Новом Саду.

## Новинарски и академски рад
У јуну 2000. године почиње да ради као новинарка на Радију 021 у Новом Саду а паралелно (2001 - 2002) предаје историју у новосадској гимназији “Светозар Марковић”. Током деветогодишњег новинарског рада на Радију 021 учествовала је у реализацији регионалних пројеката и била чланица Саветодавног одбора медија у оквиру израде Националне стратегије за младе.
На Одсеку за медијске студије запослена је од 2008. године, као стручна сарадница, затим асистенткиња а за доценткињу је изабрана 2017. године.
Ауторка је више радова објављених у домаћим и међународним часописима и зборницима. Учествовала је на научним скуповима у земљи и у региону, као и у истраживањима о професионалном статусу младих новинара у Војводини; медијској слици спортисткиња у Војводини; медијском дискурсу о сиромаштву и социјалној искључености у Србији; медијском извештавању о процесу придруживања Европској унији, као и индексу медијског клијентелизма.
Чланица је Независног друштва новинара Војводине.

## Област научног деловања
Основна визија њеног деловања у науци и образовању је ширење знања из интердисциплинарног повезивања медија са родним темама:
- Милинков, Смиљана (2016). Новинарке у Војводини. Нови Сад: Покрајимски завод за равноправност полова. ISBN 978-86-86259-25-7.
- Милинков, Смиљана (2016). Професионални и родни идентитет новинарки у Војводини. Нови Сад: Годишњак Филозофског факултета, књ. 41. стр. str. 229—247. ISSN 0374-0730.
- Милинков, Смиљана (2019). Новинарски рад Маге Магазиновић - запостављено име у историји новинарства у Србији. Београд: Удружење балетских уметника Србије. стр. стр. 61—70. ISBN 978-86-912387-4-2.
- Милинков, Смиљана (2019). Историјски континуитет приватног и јавног: домаћинство и мајчинство из угла новинарки из Војводине. Пула: Свеучилиште Јурја Добриле. стр. стр. 41.

Она сматра да ова тема не може бити само академска и зато у њу укључује асистенткиње и асистенте са других одсека на Факултету.
Чланица је Европске асоцијације за комуниколошка истраживања и образовање, мреже Новинарке против насиља, Женске платформе за развој Србије и Феминистичке антифашистичке мреже (ФАМа). Тако заједно са другима показује делатност знања и примену у пракси.
Током студентских протеста на Универзитету у Новом Саду, видљивост судената на Одсеку за журналистику је упрво захваљујући тој сталној свесности да је неопходно критичко стварање знања, и то из генерације у генерацију, и не само међу младима свога Одсека већ и шире.

## Наставни рад
- Новинарски жанрови 1
- Извештавање о другом
- Радијско новинарство
- Спорт и медији
- Род и медији
- Медији за децу
- Медијски јавни сервиси[6]
- Женске студије и истраживања

## Научно-истраживачки рад
- медијско извештавању о мањинским и маргинализованима групама
- студије рода
- медијски јавни сервиси
- спорт и медији
- радијско новинарство
- медијска етика

## Награде
- Награда Анђелка Милић, 2025

Због свесрдно подељеног знања међу младима у дугом временском периоду, због несебичног деловања и ван академске заједнице на истом послу, проф. др Смиљана Милинков је награђена за подршку развоју стварања знања у области родних и феминистичких студија у Србији (теорија и истраживања).

## Одабрана дела
- Милинков, Стрика, Смиљана, Зоран (2016). Više od fudbala: izveštavanje medija o učešću reprezentacije Srbije na Svetskom fudbalskom prvenstvu 2018. godine. Нови Сад: Institut za usmeravanje komunikacija. ISSN 2466-541X.
- Milinkov, Smiljana (2018). Uticaj klijentelističke prakse na medijski položaj i slobodu medija. Novi Sad: Filozofski fakultet. ISSN 0374-0730.
- Milinkov, Smiljana (2016). Novinarke u Vojvodini: obrazovanje, profesionalni status i rodni identitet. Novi Sad: Pokrajinski zavod za ravnopravnost polova. ISBN 978-86-86259-25-7.
- Милинков, Смиљана (2014). Медијска презентација жена педесетих година прошлог века у Југославији: ретрадиционализација друштва вс. еманципације на примеру Аутономне покрајине Војводине. Народна умјетност. Загреб: Институт за етнологију и фолклористику: 173-190.
- Милинков, Смиљана (2010), Млади новинари у Војводини, Медијске студије Вол.1, Загреб: Факултет политичких знаности.

## Референцe
1. ↑  „Mediske studije zaposleni Smilja Milinkov”. Filozofski fakultet Univerzitet Novi Sad. Приступљено 18. 7. 2025.
2. ↑  „Nema postene borbe za javno mnjenje”. Nezavisnost. 27. 7. 2022.
3. ↑  „Scene nasilja nad ženama u rijalitijima sunovrat zakona i morala”. N1. 27. 6. 2021. Приступљено 18. 7. 2025.
4. ↑  „U medijima se ne govori o mizoginiji, seksizmu, mržnji i diskriminaciji prema političarkama”. Danas. 24. 9. 2022. Приступљено 18. 7. 2025.
5. ↑  „Napadnuta članica grupe novinarke protiv nasilja”. Pravo u centar. 28. 4. 2025. Приступљено 18. 7. 2025.
6. ↑  Slezović, Ishak (6. 6. 2023). „Manje finansijskih problema, češće kršenje kodeksa”. Radio sto plus. Приступљено 18. 7. 2025.
7. ↑  Cickarić, Ljiljana (24. 2. 2025). „Nagrada Anđelka Milić, 2025.”. Sefem.rs.